# Абу Ханифа
Абу́ Хани́фа ан-Нума́н ибн Са́бит аль-Ку́фи (араб. أبو حنيفة النعمان بن ثابت الكوفي‎; 5 сентября 699, Эль-Куфа — 18 июня 767, Багдад) — исламский учёный-богослов, правовед, хадисовед и первый из четырёх имамов суннитских школ. Основатель и эпоним ханафитского мазхаба. Некоторые последователи называют его аль-Имам аль-Азам («Величайший имам») и Сирадж аль-А’имма («Светильник имамов»). Считается, что богословская школа Абу Ханифы позже развилась в матуридитскую школу суннитского богословия.

## Биография

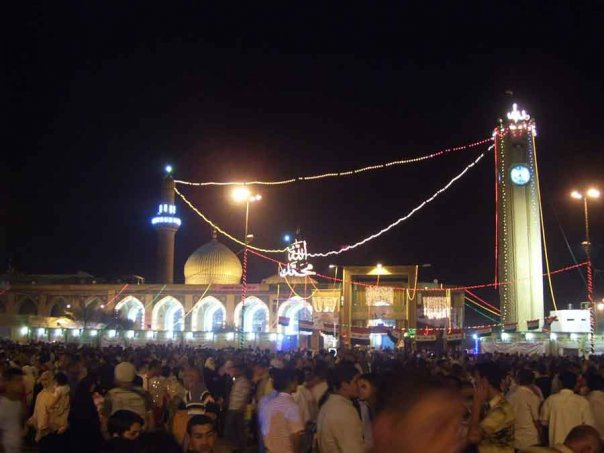
Мечеть Абу Ханифы

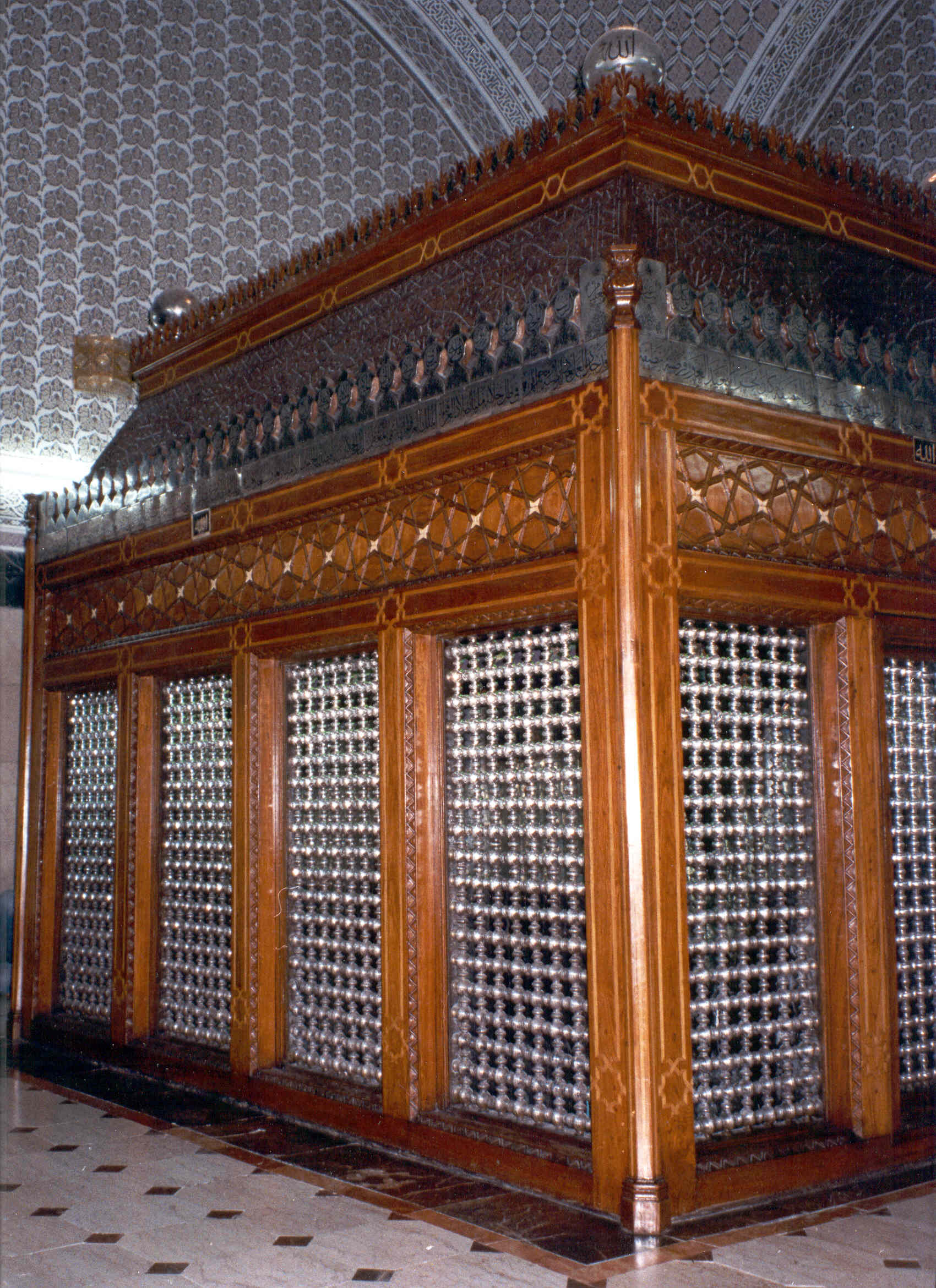
Могила Абу Ханифы

Родился в городе Куфа в семье богатого торговца шёлком иранского происхождения (из иранских мавали) и, скорее всего был единственным сыном у своих родителей. Его дед принял ислам во времена халифа Умара ибн аль-Хаттаба. В Куфе Абу Ханифа получил общее и богословское образование. Среди его учителей были и сподвижники пророка Мухаммада. Когда Абу Ханифе было 22 года, он стал учеником иракского богослова Хаммада ибн Абу Сулеймана, в кружке которого провёл 18 лет вплоть до смерти учителя, а затем сам возглавлял этот кружок в течение десяти лет, считаясь самым авторитетным факихом Куфы и Басры.
В 16 лет Абу Ханифа вместе с отцом совершил хадж и посетил могилу пророка Мухаммада в Медине.
В 747—748 годах выехал в Мекку, спасаясь от преследований Ибн Хубайры, наместника Ирака, принуждавшего его к государственной службе. После утверждения у власти Аббасидов вернулся в Ирак, где продолжал жизнь богатого торговца и учёного. Халиф аль-Мансур предложил Абу Ханифе занять высокую должность в новой столице — Багдаде, но Абу Ханифа отказался. При этом его отказ привёл в неистовство аль-Мансура, и Абу Ханифа был заключён в тюрьму, где и умер в 767 году.
В 1066 году почитатели воздвигли над могилой Абу Ханифа купол, и она до сих пор является объектом паломничества.
Через много лет после смерти в пригороде Багдада была построена Мечеть Абу Ханифы. Могила Абу Ханифы была уничтожена в 1508 году шахиншахом Исмаилом и восстановлена в 1533 году после возвращения Ирака Османской империей.
Абу Ханифа — один из самых ранних и ярких представителей городских торгово-ремесленных кругов, обосновавший и защищавший их интересы, выразившиеся в форме религиозно-правовой доктрины.

## Учение и ученики
С Абу Ханифы начинается письменная традиция в исламском богословии. Ему приписывается первое записанное сочинение по исламской догматике — «аль-Фикх аль-Акбар». В нём сформулированы основные положения исламской догматики о единобожии, об атрибутах Аллаха, о Коране как о слове Божьем, о свободе воли, о предопределении, о праведности, о достоинствах тех, кто упомянут в Коране. В этом сочинении видна борьба против взглядов мурджиитов и мутазилитов.
Считается, что Абу Ханифа первым применил методы исследования правовых вопросов таким образом, что стало возможным сближение схоластических разработок факихов с требованиями повседневной жизни. Абу Ханифа и его ближайшие последователи разработали методику использования рационалистических принципов «суждения по аналогии» (кияс) и предпочтения истихсан при решении правовых вопросов. Он обосновал возможность использования норм обычая (урф) как одного из источников права.
Политические взгляды Абу Ханифы характеризуются тяготением к легитимному принципу верховной власти, находящейся под всесторонним контролем мусульманской общины.
Наследие Абу Ханифы сохранилось в виде цитат и ссылок в книгах двух его учеников: «Китаб аль-харадж» Абу Юсуфа, а также во всех сочинениях Мухаммада аш-Шайбани, особенно в «аль-Мабсут», «Китаб аз-зиядат» и «Китаб аль-асар». Именно эти два ученика Абу Ханифы сыграли важную роль в сохранении, систематизации и распространении ханафитского мазхаба, в котором метод вынесения правовых предписаний был основан на следующих источниках:
1. Коран;
2. Сунна — при тщательном отборе хадисов;
3. иджма — единодушное мнение богословов относительно какого-либо вопроса, которое не может противоречить Корану и Сунне;
4. кияс — суждение по аналогии с тем, что уже имеется в Откровении; сопоставление правовой проблемы с уже решённой;
5. истихсан — предпочтение противоречащего кыясу, но более целесообразного в данной ситуации решения;
6. ´урф, или адат — традиционно распространённые мнения, обычаи.

Одним из методов вынесения правовых решений в мазхабе Абу Ханифы является чёткая иерархия вердиктов авторитетов школы (Абу Ханифа, Абу Юсуф, Мухаммад аш-Шайбани и др.). Если по какой-либо проблеме возможно применение как кияса, так и истихсана, то в большинстве случаев приоритет отдаётся истихсану.
В случае необходимости выбора из имеющихся различающихся предписаний приоритет отдаётся наиболее убедительному или мнению большинства. Слабые и сомнительные хадисы используются в качестве аргумента лишь в исключительных случаях.
Основными учениками Абу Ханифы являются:
- Абу Юсуф Якуб ибн Ибрахим ал-Куфи
- Мухаммад аш-Шайбани
- Зуфар ибн аль-Хузайл
- Абдуллах ибн аль-Мубарак
- Хасан ибн Зияд аль-Луълуи

Благодаря усилиям учеников Абу Ханифы его мазхаб стал всеобъемлющей школой мусульманского права, способной решить практически все проблемы фикха. Ханафитская школа поощрялась Аббасидами, заинтересованными в правовой основе государства.

## Труды
- «Аль-Фикх аль-Акбар» (араб. الفقه الأكبر‎), известное также как «Асль ат-Таухид» (араб. أصل التوحيد‎)
- Сборник хадисов «Муснад Абу Ханифы» (араб. مسند أبي حنيفة‎)
- «Китаб аль-Алим ва аль-Мутааллим» (араб. كتاب العالم والمتعلم‎)